# Perlesvaus
Perlesvaus, auch Li Hauz Livres du Graal (Das Hohe Buch vom Gral) genannt, ist eine eigenständige Fortsetzung des unvollendeten Gralromans (Li Contes del Graal) von Chrétien de Troyes und gehört damit in den Bereich der Artuslegende. Er gilt als erster altfranzösischer Prosaroman. Die Entstehung wird zwischen 1200 und 1240 angenommen; die jüngere Forschung tendiert jedoch eher zu einer Spätdatierung. Die Datierung hängt nicht zuletzt von der Frage ab, wie man das Verhältnis des Perlesvaus zum Joseph-Gral-Zyklus des Robert de Boron und zum Prosa-Lancelot einschätzt.

## Inhalt
Der Perlesvaus ist von einer düsteren, bisweilen blutrünstigen Atmosphäre erfüllt. Das Rittertum des Artusreiches ist im Niedergang begriffen, wobei Perlesvaus (Perceval) eine erhebliche Mitschuld trifft, weil er – in Chrétiens Erzählung – die Frage auf der Gralsburg versäumt habe. Perlesvaus gelingt es trotz intensiven Bemühens nicht, den Fischerkönig (der hier den Namen Pelles trägt) zu erlösen: dieser stirbt, bevor Perlesvaus die Gralsburg erreicht. Diese findet er verschlossen vor und muss sie gewaltsam einnehmen. Dabei erschlägt er die 27 Ritter, die die neun Brücken zum Palas der Burg verteidigen. Der Gral erscheint nur noch ein einziges Mal auf der Burg und verschwindet dann auf eine mythische Insel. Nach einem Aufenthalt am Artushof tritt Perlesvaus die Jenseitsreise zur Gralsinsel an, wo er von 33 Rittern in weißen Gewändern mit einem roten Kreuz auf der Brust empfangen wird. Sie kündigen an, dass eines Tages ein Schiff mit einem roten Kreuz auf weißen Segel kommen werde, um ihn abzuholen. Perlesvaus kehrt zur Gralsburg zurück. Gemeinsam mit seiner Mutter überführt er die Leichname des Joseph von Arimathäa und des Nikodemus dorthin und bestattet auch seine Schwester. Schließlich tritt er die vorausgesagte Schiffsreise an, von der er nicht wiederkehrt. Zu dieser Zeit geht auch das Artusreich seinem Untergang entgegen.
Nach dem Perlesvaus ist Lancelot der Sohn von Alain, dem jüngsten der zwölf Söhne von Glais. Dieser hatte ursprünglich ewige Keuschheit gelobt, bevor er Yglais (Ygloas) heiratete. Einer seiner Brüder, Josue, war vor Pelles der Hüter des Grals. Der Romanist William A. Nitze versucht Glais mit Glas, nach Wilhelm von Malmesbury Gründer von Glastonbury gleichzusetzen, der ebenfalls zwölf Brüder hat, und interpretierte die gesamte Erzählung als eine Verherrlichung dieser Abtei und des in ihr angeblich gefundenen Artusgrabes.
Perlesvaus hat fünf Brüder, unter ihnen Bertholez li chaus (vielleicht identisch mit Bertolais), und eine Schwester, Dindran (Danbrann, vermutlich identisch mit Veronika, der Mutter des Fischerkönigs).
Die Erzählung lässt neben Perlesvaus auch Gauvain und Lancelot die Gralsburg erreichen. Gauvain gelingt es, das Schwert zu gewinnen, mit dem Johannes der Täufer enthauptet wurde, und deponiert es auf der Gralsburg. Doch obwohl ein Eremit ihn genauestens instruiert hat, gerät Gauvain beim Anblick des Grals so in Verzückung, dass er nicht mehr sprechen kann. Lancelot hingegen kann wegen seines Ehebruchs mit der Königin Guinevere den Gral nicht sehen. In den Ausstattungen der Helden zeigt sich eine religiöse Symbolik. Gauvain erringt einen roten Schild mit goldenem Adler, der einst von Judas Makkabäus getragen wurde, Perlesvaus trägt gar das Blut und einen Fetzen des Leichentuchs Christi in seinem Schildbuckel. Hier ist eine spirituelle Nähe zu den Ritterorden greifbar, die sich als "Neue Makkabäer" und "Soldaten Christi" und damit als Überwinder der weltlichen Ritterschaft betrachteten. Vollends das rote Kreuz auf weißem Grund, das die Ritter der verborgenen Gralsinsel führen, verweist auf den Habit der Templer. Doch wäre es verfehlt, den Perlesvaus als Schlüsselroman im Hinblick auf die spekulativen Geheimnisse dieses Ordens (z. B. Baphomet) zu lesen.